# The Gathering
The Gathering (укр. зібрання) — нідерландський музичний гурт, що на початку кар'єри грав в стилях дум-, дез- готик- і прогресивний метал. Пізніші роботи гурту представлені у стилях альтернативний рок, трип-рок, дрим-поп.

## Історія гурту
1989 року брати Ганс та Рене Руттен та Барт Смітс зібралися разом, щоб створити власний гурт. Невдовзі до них приєдналися Х'юго Прінсен Гірлігс, Єлмер Вієрсма та Франк Бойджен. Вони зустрічалися й репетирували лише раз на тиждень у місті Осс. Їхня творчість радше була імітацією та уподоблянням їхніх тодішніх музичніх смаків, аніж творенням чогось власного.
У 1990 році виходить демо An Imaginary Symphony, яку учасники гурту розіслали в музичні магазини різних стилів. Тоді велика кількість клавіш в поєднанні з вокалом-гроулінгом була незвичною і невідомою, але в них з'явилися свої фанати й шанувальники. Їхній перший виступ відбувся у містечку Heesch, поблизу Осс у січні 1991 року перед гуртами Deadhead та Invocator. Через декілька місяців виходить друге демо — Moonlight Archer (місячний лучник). До гурту прийшла відомість, і їх запрошують на розігрів таких гуртів, як Samael, Morbid Angel, Death.
1992 року, після складання контракту зі звукозаписуючою компанією Foundation 2000, на цьому лейблі виходить платівка Always…. Окрім Смітса, вокал виконує Маріке Груут, яка брала участь у багатьох концертних виступах гурту. Альбом отримав найвищі оцінки в металевих журналах і дуже сподобався звичайним слухачам. Багато з експертів вважають цей альбом першим альбомом готік-металлу. Гурт навіть поїхав хедлайнером у Бельгію та Ізраїль.
Але у гурту починаються проблеми. Одна з них — контракт із Foundation 2000. За умовами сумнівного контракту, компанія не розповідає учасникам гурту, скільки копій альбому продано і, відповідно, не виплачує гроші з прибутків. Невдоволені такою ситуацією Груут та Смітс покидають The Gathering.
1993 року до гурту приєднуються вокалісти Нілс Дюффус та Мартіна ван Луун. На тому ж лейблі виходить платівка Almost a Dance. Альбом отримав дуже низькі оцінки саме за вокал вищеназваних виконавців. Навіть інші учасники відчули, що Нілс та Мартіна не підходять до гурту, і вони пішли.
У середині 1994 року до гурту приєднується вокалістка Аннеке ван Гірсберген, якій на той час їй виповнився 21 рік. Німецький лейбл Century Media пропонує гурту підписати з ними контракт на декілька альбомів. 1995 року виходить альбом Mandylion, який став дуже популярним і відомим (на 2007 рік продано 130 тис. копій). Гурт дає багато концертів — по всій Голландії, їде на гастролі у Німеччину та Бельгію.
Наступний альбом Nighttime Birds, який вийшов у 1997 році, став важким для гурту. Він записувався під час турне, тому учасникам будо дуже важко одночасно давати концерти, вивчати новий матеріал та ще й записувати його. Але, попри труднощі, альбом, стилістично близький до Mandylion, теж отримав успіх та гарні рецензії — щоправда, не такі великі, як попередній. На підтримку альбому гурт їде у Францію, Італію та країни Східної Європи.
З гурту в липні 1998 року йде Єлмер Вієрсма, який не захотів їхати у турне та бути гитаристом у гурті. Він наразі займається звукозаписуванням та є звукоінженером. У цей час у гурті з'являється настрій спробувати щось нове в музичному плані. У результаті з'являється дводискова платівка How To Measure A Planet? Заглавний трек довжиною майже у 29 хвилин зібраний з уривків, записаних на одному з радянськіх космодромів. Диски з цими семплами купив Рене Руттен на одному ринку-барахолці. Альбом було дуже важко розкручувати та продавати його лейблу через його експериментальність та неформатність, багато фанатів не зрозуміло «експериментів». Але приєдналося багато фанів з усього світу. Гурт уперше їде до США, де дає 14 шоу протягом літа 1999 року.
У цьому ж році гурт створює свій власний лейбл Psychonaut Records. Альбом «Always…» був перевиданий на новоствореному лейблі у 1999 році, наступного року «Almost a Dance». Обидва альбоми було перезаписано та до них було додано нові зображення.
Але ще був чинний контракт із Century Media. Представники лейблу вимагали від гурту записати альбом. Натомість учасники The Gathering бачили тільки бажання заробити на них гроші. Виник конфлікт, який вирішено було зняти записом концертного альбому. Так у 2000 з'явився Superheat. Більшість треків на ньому з How To Measure A Planet?, але декілька і з Mandylion та Nighttime Birds. Запис не є неперервним — треки було записано на декількох виступах гурту в Голландії протягом 1999 року. Трек Soundgarden не ввійшов до цього альбому за наполяганням Century Media.

Наступним альбомом став if_then_else (2000). Альбом відрізняється від попреденього більш роковим емоційним звучанням та не таким засиллям електронних еффектів. Рене Руттен сказав про цей альбом: 
 Створюючи цей альбом, ми самі не були впевнені в тому, чого ми бажаємо, тому результат вийшов саме таким. Мені подобається if_then_else, але це не найкращий наш альбом. Якби у нас було більше часу і грошей, усе трапилось би інакше.
На підтримку платівки гурт їде у 15-місячне турне. Після турне учасники гурту ідуть на відпочинок та повертаються до свого особистого життя. У цей період гурт остаточно покидає лейбл Century Media. Відзначаючи 12? ювілей на власному лейблі виходить mini-CD Black Light District.
Тільки на початку 2003 гурт повернувся з новим альбомом — Souvenirs. Sleepy Buildings, напів-акустичний лайв-альбом, вийшов у наступному 2004 році. До альбому входить три трека (Stonegarden, The Mirror Waters, Like Fountains) з двох перших альбомів, у записі яких Аннеке тоді не брала участі. Але на Sleepy Buildings вона заспівала ці пісні і навіть дописала один куплет до пісні (Like Fountains). Також цей альбом став останнім для басиста Х'юго Прінсен Гірлігса. Він із народженням сина вирішив присвятити себе своїй родині. Його замінила Марйолейн Кооіман.
У 2005 році виходить перший двд гурту — A Sound Relief. Він містить акустичні пісні. У планах гурту є випуск у 2007 році DVD A Noise Severe, який би був більш гітарно та роково спрямований.
У квітні 2006 вийшов 8-й студійний альбом Home. Гурт у березні їде до Північної та Південної Америки, але через короткий час Аннеке захворіла ларингітом. Турне Америкою скасували, але після одужання Аннеке гурт дав концерти та брав участь у фестивалях у Європі.
Також у дискографію можна додати саундтрек, який гурт записав до книжки Wim Kratsborn з історії Європи. Альбом The Musical History Tour є доданням до книги у вигляді аудіо-CD.
5 квітня 2007 року стало відомо, що Аннеке вирішила залишити гурт у серпні, щоб зосередитися на власному проєкті Agua de Annique та більше часу проводити з родиною. Останні виступи вокалістки у складі The Gathering пройшли 4—5 серпня на фестівалі Ankkarock Festival у Фінляндії.

## Походження назви
Френк Бойджен на сайті гурту пояснив, чому гурт має таку назву:
Назву The Gathering ми вигадали одинадцять років тому коли створювали гурт. Нам усім було по 15—17 років. Ми дивилися багато кіно у ті дні. Один із фільмів розповідав про безсмертя і про те, що безсмертного можна вбити, відрубавши йому голову (фільм Горець). У першій частині фільму вони говорять багато про зібрання (gathering). Одного разу відбудеться зібрання всіх безсмертних. Ми подумали, що то гарна назва гурту, так ми і вигадали її. Самі подумайте, яка це гарна назва для п'ятьох людей, що зібралися разом, щоб робити гарну музику.

The name the Gathering has been made like eleven years ago when we started this band. We were all between 15 and 17. We were watching a lots of movies those days. One of the movies spoke about immortality and that you could kill the immortals with cutting their head off [it's the first Highlander Frank is speaking about]. In the first part of the movie, they speak a lot about the gathering. There will be a gathering once with all the immortals. We though it was a nice name for a band, and that's how we created this name. And you can feel it's a cool name for five people who come together to make fine music

## Склад гурту

### Поточний склад
- Аннеке ван Гірсберген (Anneke van Giersbergen) — вокал/гітара
- Рене Руттен (Rene Rutten) — гітари/флейта
- Марйолейн Кооіман (Marjolein Kooijman) — бас-гітара
- Ганс Руттен (Hans Rutten) — ударні
- Френк Бойджен (Frank Boeijen) — клавішні

### Колишні учасники
- Ніл Дюффюес (Niels Duffhues) — вокал/гітари
- Йелмер Вієрсма (Jelmer Wiersma) — гітари
- Х'юґо Прінсен Ґірліґс (Hugo Prinsen Geerligs) — бас-гитара
- Мартіна ван Лун (Martine van Loon) — вокал/бек вокал
- Барт Смітс (Bart Smits) — вокал
- Маріке Ґрут (Marike Groot) — вокал/бек вокал

## Дискографія

### Студійні альбоми
- Always… (1992)
- Almost a Dance (1993)
- Mandylion (1995) Century Media
- Nighttime Birds (1997) Century Media
- How To Measure A Planet? (1998) Century Media
- if_then_else (2000) Century Media
- Souvenirs (2003) Psychonaut Records
- Home (2006) Sanctuary Records
- The West Pole (2009) Psychonaut Records
- Disclosure (2012) Psychonaut Records
- Afterwords (2013) Psychonaut Records
- Beautiful Distortion (2022) Psychonaut Records

### Концертні альбоми
- Superheat (2000) Century Media
- Sleepy Buildings (2004) Century Media

### Демо
- An Imaginary Symphony (1990)
- Moonlight Archer (1991)

### EP
- Adrenaline/Leaves (1996) Century Media
- Amity (2001) Century Media
- Black Light District (2002) Psychonaut Records

### Сингли
- Strange Machines (1995) Century Media
- Kevin's Telescope (1997) Century Media
- The May Song (1997) Century Media
- Liberty Bell (1998) Century Media
- Rollercoaster (2000) Century Media
- Monsters (2003) Psychonaut Records
- You Learn About It (2003) Psychonaut Records
- Alone (2006) I Scream Records — сингл з гуртом Green Lizard, вийшов обмеженою кількістю (limited edition) у 5тис. копій і продавався у Будапешті, на фестивалі Sziget.

### Компіляції
- Downfall — The Early Years (2001) Hammerheart Records
- Accessories — B-Sides & Rarities (2005) Century Media

### Кавер-версії
- «Life's What You Make It» (гурт Talk Talk)
- «In Power We Entrust The Love Advocated» (гурт Dead Can Dance)
- «When The Sun Hits» (гурт Slowdive)

## Відеографія

### Відео кліпи
Пісні, на які було знято відеокліпи
- «King for a Day»
- «You Learn About It»
- «My Electricity»
- «Leaves»
- «Liberty Bell»
- «Life's What You Make It»
- «Monsters»
- «Strange Machines» (не вийшов)

### DVD
- In Motion (2002)

Цей DVD не вважається офіційним релізом гурту та не вийшов на лейблі Century Media Records, на якому записуються The Gathering. Містить записи з двох концертних виступів: Виступ 1996 року на Dynamo Open Air festival та концерт у Кракові, Польща у 1997 році.
- A Sound Relief (2005)

Напівакустичний концерт, записаний 23 травня 2005 року в амстердамському клубі Paradiso.
- A Noise Severe (анонсований на 2007 рік)

Рок-орієнтований концерт.